# Manilkara boivinii
Manilkara boivinii är en tvåhjärtbladig växtart som beskrevs av Aubrev. Manilkara boivinii ingår i släktet Manilkara och familjen Sapotaceae. Inga underarter finns listade i Catalogue of Life.